# Gisela Fleckenstein
Gisela Fleckenstein (* 1962 in Ludwigshafen am Rhein) ist eine deutsche Historikerin und Archivarin.

## Leben
Fleckenstein absolvierte ein Studium der Germanistik, Geschichte und Pädagogik an den Universitäten Düsseldorf, Innsbruck, Brixen und Bonn. Im Jahr 1991 erfolgte ihre Promotion mit der Arbeit Die Franziskaner im Rheinland 1875–1918 an der Universität Düsseldorf. Danach absolvierte sie eine Ausbildung zur Archivarin, war von 1995 bis 2002 am Nordrhein-Westfälischen Staatsarchiv Detmold und von 2002 bis 2009 am Landesarchiv Nordrhein-Westfalen, Personenstandsarchiv Brühl tätig. Von 2009 bis 2018 arbeitete sie am Historischen Archiv der Stadt Köln und ist seit 2019 stellvertretende und seit 2022 Leiterin des Landesarchivs Speyer.
Sie ist seit 2004 Mitglied der Kommission für kirchliche Zeitgeschichte im Erzbistum Paderborn und seit 2005 deren stellvertretende Vorsitzende. Sie ist zudem Vorstandsmitglied des Historischen Vereins für den Niederrhein und Vorsitzende des Fördervereins katholische Kirche Mariä Himmelfahrt Otterstadt.
Ihre Forschungsschwerpunkte sind die Landesgeschichte Nordrhein-Westfalens und die Kirchen- und Ordensgeschichte des 19. und 20. Jahrhunderts. Sie schrieb zahlreiche Artikel für das Biographisch-Bibliographische Kirchenlexikon (BBKL).

## Schriften (Auswahl)
Monografien
- Die Franziskaner im Rheinland 1875–1918 (= Franziskanische Forschungen. Heft 38), Werl/Westfalen 1992, ISBN 3-87163-187-6.[4]
- (Bearb. mit Engelhard Kutzner): Franziskaner in Werl. 150 Jahre Dienst am Wallfahrtsort. Hrsg. vom Franziskanerkloster Werl, Werl 1999.
- Die Franziskaner (= Urban Taschenbücher: Geschichte der christlichen Orden), Stuttgart 2025

Editionen
- (Bearb.): Die Kabinettsprotokolle der Landesregierung Nordrhein-Westfalen 1950 bis 1954. Unter Mitwirkung von W. Klare und Peter Klefisch (= Veröffentlichungen der staatlichen Archive des Landes Nordrhein-Westfalen. Reihe K: Kabinettsakten, Band 2, Teil 1 und 2). Siegburg 1995.
- Lippische Regierung, Polizeiangelegenheiten und Der Landespolizeidirektor / Der Führer der Landespolizei. Findbuch zu den Beständen L 80.14 und L 80.15 des Nordrhein-Westfälischen Staatsarchivs Detmold (= Veröffentlichungen der staatlichen Archive des Landes Nordrhein-Westfalen. Reihe F: Findbücher, Band 11). Detmold 2002, ISBN 3-927502-07-3.
- (Bearb. mit Ralf Stremmel, Florian Tennstedt): Quellensammlung zur Geschichte der deutschen Sozialpolitik 1867 bis 1914. I. Abteilung: Von der Reichsgründungszeit bis zur kaiserlichen Sozialbotschaft (1867–1881). Band 8: Grundfragen der Sozialpolitik in der öffentlichen Diskussion. Kirchen, Parteien, Vereine und Verbände. Unter Mitarbeit von Margit Peterle und Gisela Rust-Schmöle, Mainz 2006.

Herausgeberschaften
- (mit Joachim Schmiedl): Ultramontanismus. Tendenzen der Forschung (= Einblicke. Band 8), Bonifatius-Verlag, Paderborn 2005.[5]
- (mit Erwin Gatz unter Mitwirkung von Marcel Albert): Klöster und Ordensgemeinschaften (= Geschichte des kirchlichen Lebens in den deutschsprachigen Ländern seit dem Ende des 18. Jahrhunderts. Die Katholische Kirche. Band 7), Herder Verlag, Freiburg im Breisgau 2006.
- (mit Michael Klöcker, Norbert Schloßmacher): Kirchengeschichte. Alte und neue Wege. Festschrift für Christoph Weber, Frankfurt am Main 2008.
- (mit Erwin Gatz unter Mitwirkung von Hans-Georg Aschoff): Laien in der Kirche (= Geschichte des kirchlichen Lebens in den deutschsprachigen Ländern seit dem Ende des 18. Jahrhunderts. Die Katholische Kirche. Band 8), Herder Verlag, Freiburg im Breisgau 2008.
- (mit Angelica Hilsebein, Bernd Schmies): Unser Kloster ist die Welt. Franziskanisches Wirken vom 19. Jahrhundert bis in die Gegenwart. Begleitband zur Ausstellung, Münster 2012.
- (mit Bettina Schmidt-Czaia, Max Plassmann): Erinnern an die Zukunft – das Kölner Bürgerarchiv. Historisches Archiv der Stadt Köln, Köln 2014.
- (mit Nicole Priesching): Lorenz Jaeger als Theologe. Schöningh Verlag, Paderborn 2019.[6]